# Klondike

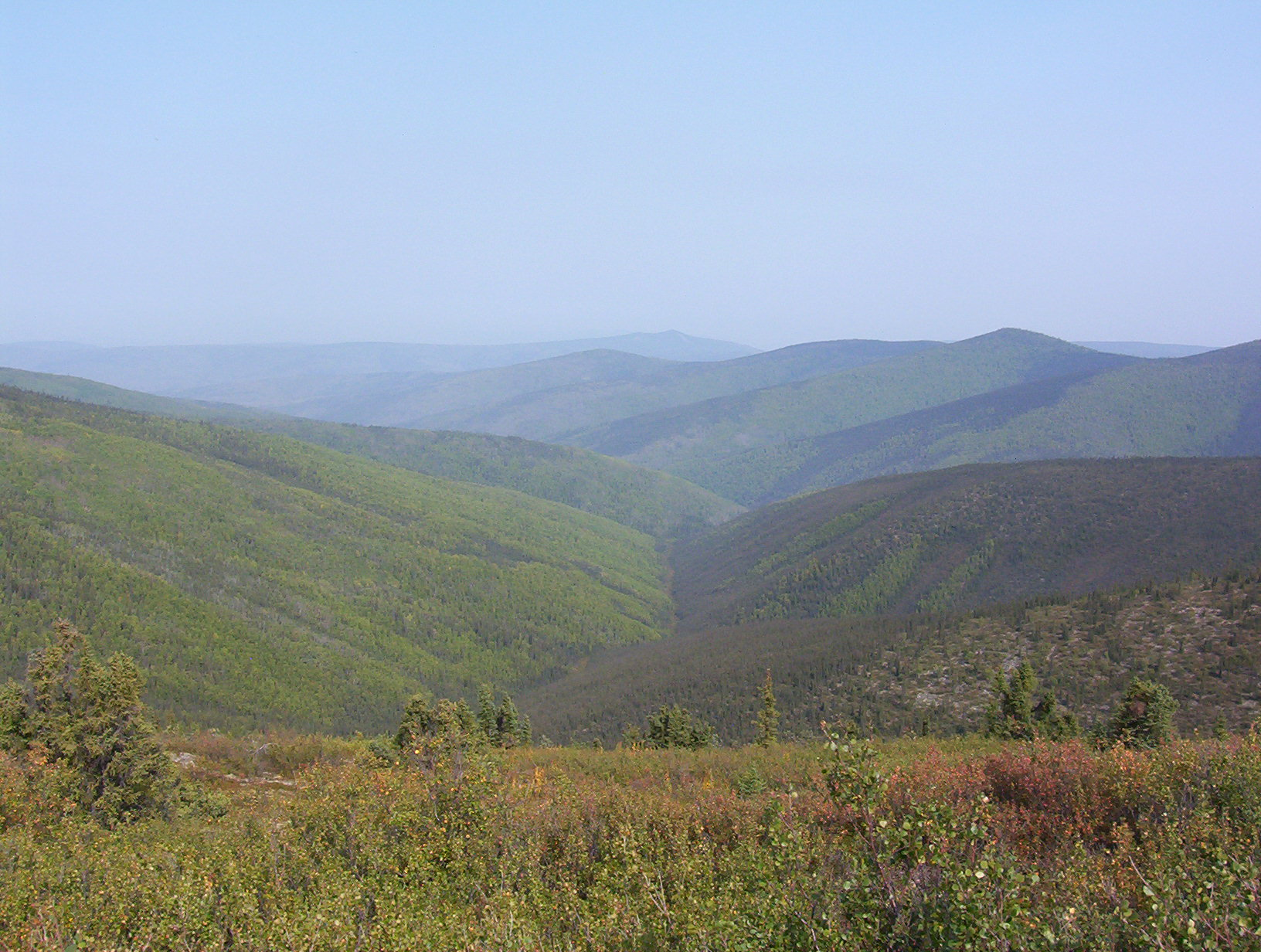
Hunker Creek Valley, Klondike

Il Klondike (AFI: [klonˈdaik] o [ˈklɔndaik]) è una regione del territorio dello Yukon, nel Canada nord-occidentale, appena al di là del confine orientale dell'Alaska. Collocato attorno al fiume Klondike, un piccolo torrente che sfocia da sud est nel fiume Yukon, lungo 160 km, il fiume attraversa una zona caratterizzata dalla presenza di giacimenti auriferi.

## Storia
Il Klondike deve la sua fama alla corsa all'oro del Klondike, che ebbe inizio nel 1896 attirando per i tre anni successivi più di 30.000 cercatori da tutto il mondo. L'attività mineraria rilevante, stante le difficoltà di escavazione dovute alla necessità di attendere il disgelo dei terreni, cessò gradualmente a partire dal 1900, anche se tutt'oggi si estrae dell'oro in profondità nelle vecchie miniere. Il centro maggiore del distretto è Dawson City; i giacimenti più fruttuosi sono ubicati invece a Hunker, Dominion, Eldorado e Bonanza.

## Clima e fauna
Il Klondike ha un clima subartico (Köppen Dfc), al confine con un clima della tundra (Köppen ET). Il clima è caldo nella breve estate e molto freddo durante il lungo inverno. Entro la fine di ottobre, sui fiumi si forma il ghiaccio. Per la maggior parte dell'anno, il terreno è ghiacciato fino a una profondità da 1 a 3 metri. Il paesaggio è dominato da alberi di abete rosso, pioppi tremuli e betulle intervallati da vegetazione rivierasca.
I salmoni probabilmente migrano dall'Oceano Pacifico al fiume Klondike per deporre le uova da almeno 65.000 anni e le prove archeologiche suggeriscono che venivano pescati già 11.500 anni fa. Anche i caribù migrano attraverso la regione del Klondike durante le loro migrazioni stagionali. Altre specie trovate nella regione includono alci, orso nero, orso grizzly, lince, martora, lupo, ghiottone, pecora di Dall e castoro.
C'è una stazione meteorologica nel Klondike situata lungo la Dempster Highway, vicino all'ingresso meridionale del Tombstone Territorial Park, a un'altitudine di 973 metri.

## Cultura

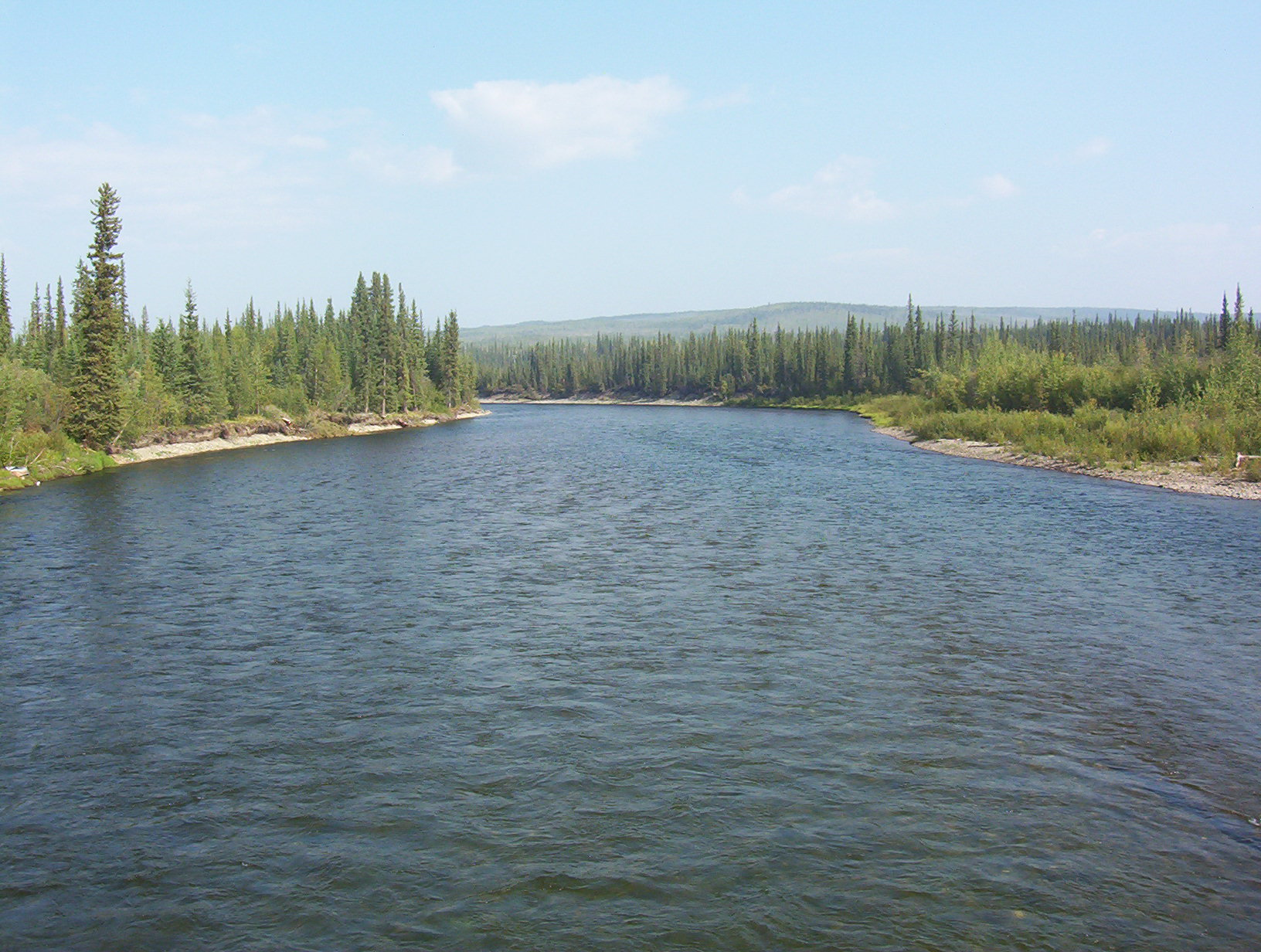
il fiume Klondike

### Letteratura
L'autore statunitense Jack London ha ambientato alcune delle sue storie proprio in questa regione. Nel 1897 lo scrittore partì col cognato alla volta del nord, per partecipare alla corsa all'oro di quegli anni. Nelle regioni del nord London visse numerose esperienze, da cui prenderà spunto per i suoi racconti, tra i quali si ricordano Zanna Bianca, Il richiamo della foresta e Radiosa aurora, ambientati proprio nel Klondike.

### Fumetti
Il Klondike deve anche la sua fama a Carl Barks, creatore del personaggio di Zio Paperone, che ha ambientato le prime avventure del personaggio e giustificato le sue iniziali fortune proprio in questi luoghi, durante la corsa all'oro.
In particolare l'autore americano Don Rosa, riprendendo gli spunti di Barks, ha mostrato nella sua monumentale Saga di Paperon de' Paperoni come il papero più ricco del mondo abbia trovato una pepita "uovo d'anatra" e come, contemporaneamente, abbia rinunciato da quel momento in poi, ai sentimenti, in particolare per la sua fiamma, Doretta Doremì. Inoltre, sempre secondo Don Rosa, grazie all'oro del Klondike il papero guadagnò il suo primo milione di dollari.

### Patrimonio dell'umanità
Il 17 settembre 2023 la regione è stata iscritta nella Lista dei patrimoni dell'umanità dell'UNESCO dalla quarantacinquesima sessione del Comitato del patrimonio mondiale riunito a Riad.